# Élections au Parlement de Galice de 2024
Les élections au Parlement de Galice de 2024 (en espagnol : elecciones al Parlamento de Galicia de 2024, en galicien : eleccións ao Parlamento de Galicia de 2024) se tiennent de manière anticipée le dimanche 18 février 2024, afin d'élire les 75 députés de la XIIe législature du Parlement de Galice pour un mandat de quatre ans.
Le scrutin est convoqué avec cinq mois d'avance sur le terme naturel de la législature, après un an de rumeurs et de démentis sur l'organisation d'élections anticipées. Il intervient dix-huit mois après qu'Alberto Núñez Feijóo, au pouvoir à partir de 2009, a cédé la présidence de la communauté autonome à Alfonso Rueda pour se lancer sur la scène politique nationale.
Le Parti populaire du président de la Junte Alfonso Rueda l'emporte de nouveau avec la majorité absolue des sièges, la cinquième consécutive et la neuvième depuis 1989, sans être affecté par les polémiques de campagne et la forte participation. À gauche, le Bloc nationaliste galicien obtient le meilleur résultat de son histoire sans pouvoir provoquer l'alternance, au détriment du Parti socialiste, qui réalise sa pire contre-performance.
Sept semaines après les élections, Alfonso Rueda est investi président de la Junte pour un deuxième mandat.

## Contexte

### Nouvelle majorité absolue du PP
Initialement convoquées le 10 avril de manière anticipée, les élections au Parlement de Galice de 2020 sont reportées sine die le 16 mars, en raison de la pandémie de Covid-19. Deux mois plus tard, le scrutin est reconvoqué pour le 12 juillet suivant.
Les résultats marquent une nouvelle victoire pour le Parti populaire (PP) d'Alberto Núñez Feijóo, qui remporte sa quatrième majorité absolue en sièges consécutive, égalant le record de son mentor, Manuel Fraga. La deuxième place des forces politiques est ravie par le Bloc nationaliste galicien (BNG) d'Ana Pontón, qui devance ainsi le Parti socialiste (PSdeG-PSOE). Le succès du PP, qui concentre l'immense majorité de l'électorat de droite, empêche l'entrée au Parlement de Vox et Ciudadanos, tandis que la progression du BNG se fait au détriment de Galicia en Común (GeC), coalition forgée autour de Podemos et Esquerda Unida (EU). Le 3 septembre, Alberto Núñez Feijóo est réélu président de la Junte de Galice par le Parlement, avec les 42 voix favorables de son groupe parlementaire.

### Succession en cours de législature
À la suite d'une guerre interne au Parti populaire, Alberto Núñez Feijóo annonce le 2 mars 2022 qu'il sera candidat à la présidence nationale du parti dans le cadre de son XXe congrès. Le 2 avril, il est élu président du PP par 98,35 % des voix. Il démissionne le 29 avril de la présidence de la Junte de Galice, afin de pouvoir se concentrer sur la vie politique nationale et la présidence du PP.
Le premier vice-président de la Junte, Alfonso Rueda, est fortement pressenti comme son successeur. Le 2 mai, le président du Parlement de Galice, Miguel Ángel Santalices, indique qu'il propose la candidature d'Alfonso Rueda à la présidence de la Junte, ayant constaté qu'il dispose du plus grand nombre de soutiens parmi les parlementaires. Il obtient, le 12 mai, la confiance des députés par 41 voix pour et 33 contre.

### Rumeurs d'élections anticipées et convocation
À la fin de l'année 2022, le journal La Voz de Galicia évoque des discussions internes au Parti populaire sur la possibilité d'élections régionales anticipées, qui seraient convoquées à la fin de l'année 2023 afin de coïncider avec les élections générales. Après que Pedro Sánchez a annoncé le 29 mai 2023 la dissolution des Cortes Generales et l'organisation des élections générales le 23 juillet, Alfonso Rueda écarte la possibilité de convoquer en parallèle un scrutin dans la communauté autonome. La rumeur d'élections anticipées revient, une telle convocation étant conditionnée à un bon résultat du PP au niveau national qui ne se produit pas.
La possibilité d'un scrutin anticipé est de nouveau évoquée en novembre 2023, après que le Parlement a commencé à discuter du projet de loi de finances pour 2024 puis que Pedro Sánchez a réussi à se maintenir au pouvoir, maintenant Alberto Núñez Feijóo et le PP dans l'opposition. À la fin de ce même mois, Alfonso Rueda admet que l'organisation de la campagne électorale a déjà commencé et laisse entendre que les prochaines élections galiciennes ne seront pas couplées avec les élections au Parlement basque comme c'était le cas depuis 2009.
Le 21 décembre 2023, Alfonso Rueda annonce, à l'issue de la réunion extraordinaire du conseil de la Junte, qu'il convoque les élections le 18 février 2024. Sa décision intervient deux jours après l'adoption de la loi de finances pour 2024. Le décret convoquant les électeurs aux urnes est formellement publié au Journal officiel (DOG) le 26 décembre.

## Mode de scrutin

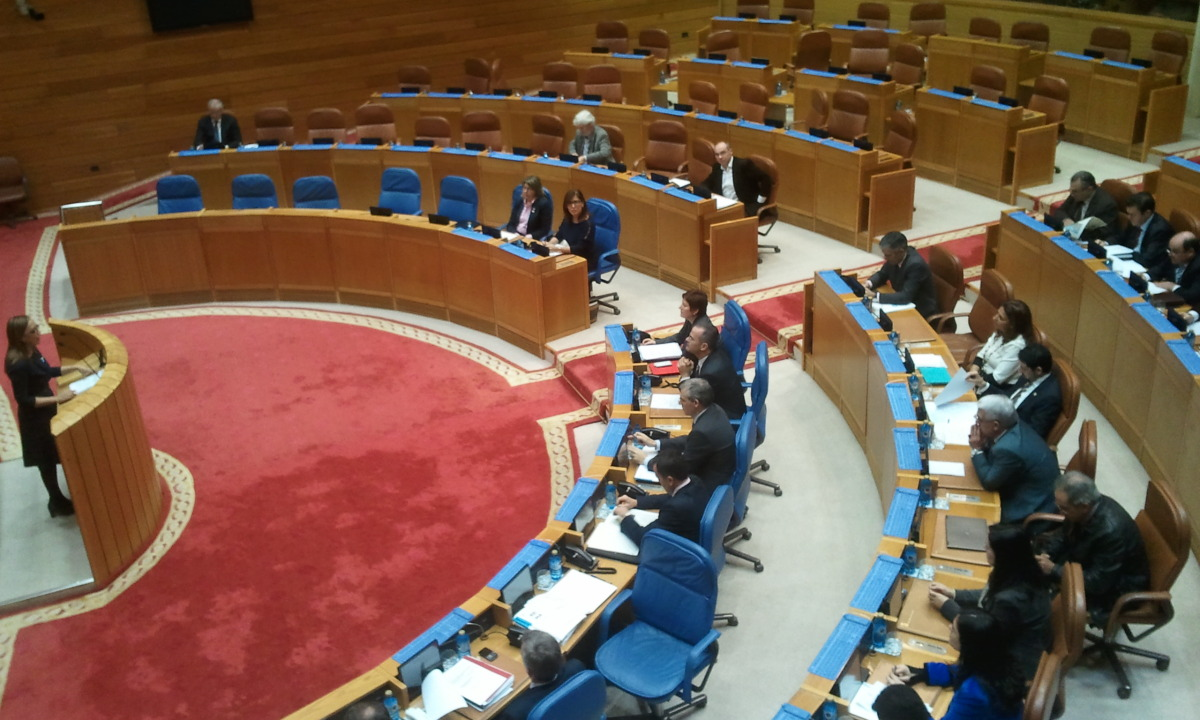
Hémicycle du Parlement de Galice.

Le Parlement de Galice (Parlamento de Galicia) est une assemblée parlementaire monocamérale constituée de 75 députés (diputados), élue pour une législature de quatre ans au suffrage universel direct selon les règles du scrutin proportionnel D'Hondt par l'ensemble des personnes résidant dans la communauté autonome où résidant momentanément à l'extérieur de celle-ci, si elles en font la demande.

### Convocation du scrutin
Conformément à l'article 11 du statut d'autonomie, le Parlement est élu pour un mandat de quatre ans. L'article 14 de la loi électorale galicienne du 13 août 1985 précise que les élections sont convoquées au moyen d'un décret du président de la Junte de Galice, signé 25 jours avant la fin du mandat et publié le lendemain au Journal officiel, le scrutin devant se tenir entre le 54e et le 60e jour suivant la publication du décret.

### Nombre de députés par circonscription
Puisque l'article 11 du statut d'autonomie ne prévoit aucun nombre minimal de députés, l'article 9 de la loi électorale indique que le nombre de parlementaires est fixé à 75 et attribue à chaque circonscription 10 sièges d'office, les 35 mandats restant étant distribués en fonction de la population provinciale. L'article 11 du statut énonce en effet que « Dans tous les cas, la province sera la circonscription électorale. »
Le décret de convocation des élections, publié le 26 décembre 2023, dispose que les sièges sont répartis ainsi : 
| Circonscriptions | Députés | Députés |
| ---------------- | ------- | ------- |
| La Corogne       | 25      |         |
| Lugo             | 14      |         |
| Ourense          | 14      |         |
| Pontevedra       | 22      |         |

### Présentation des candidatures
Peuvent présenter des candidatures,, : 
- les partis ou fédérations politiques enregistrées auprès du registre des associations politiques du ministère de l'Intérieur ;
- les coalitions électorales de ces mêmes partis ou fédérations dûment constituées et inscrites auprès de la commission électorale au plus tard 10 jours après la convocation du scrutin ;
- et les électeurs de la circonscription, en nombre d'au moins 1 % des inscrits.

### Répartition des sièges
Seules les listes ayant recueilli au moins 5 % des suffrages valides — vote blanc inclus — peuvent participer à la répartition des sièges à pourvoir dans une circonscription, qui s'organise en suivant différentes étapes : 
- les listes sont classées en une colonne par ordre décroissant du nombre de suffrages obtenus ;
- les suffrages de chaque liste sont divisés par 1, 2, 3... jusqu'au nombre de députés à élire afin de former un tableau ;
- les mandats sont attribués selon l'ordre décroissant des quotients ainsi obtenus.

Lorsque deux listes obtiennent un même quotient, le siège est attribué à celle qui a le plus grand nombre total de voix ; lorsque deux candidatures ont exactement le même nombre total de voix, l'égalité est résolue par tirage au sort et les suivantes de manière alternative.

## Campagne

### Principales forces politiques
| Force politique | Force politique                                                                   | Force politique                                                                   | Force politique                             | Chef de file                                 | Idéologie                                                                            | Résultats en 2020          |
| --------------- | --------------------------------------------------------------------------------- | --------------------------------------------------------------------------------- | ------------------------------------------- | -------------------------------------------- | ------------------------------------------------------------------------------------ | -------------------------- |
|                 | Parti populaire (es) Partido Popular                                              | Parti populaire (es) Partido Popular                                              | PP                                          | Alfonso Rueda (Président de la Junte)        | Centre droit à droite Libéral-conservatisme, démocratie chrétienne, galléguisme      | 48,0 % des voix 42 députés |
|                 | Bloc nationaliste galicien (gl) Bloque Nacionalista Galego                        | Bloc nationaliste galicien (gl) Bloque Nacionalista Galego                        | BNG                                         | Ana Pontón (Députée régionale de La Corogne) | Gauche Nationalisme galicien, socialisme, féminisme                                  | 23,8 % des voix 19 députés |
|                 | Parti des socialistes de Galice-PSOE (gl) Partido dos Socialistas de Galicia-PSOE | Parti des socialistes de Galice-PSOE (gl) Partido dos Socialistas de Galicia-PSOE | PSdeG-PSOE                                  | José Ramón Gómez Besteiro (Député de Lugo)   | Centre gauche Social-démocratie, progressisme, galléguisme                           | 19,4 % des voix 14 députés |
|                 | Vox                                                                               | Vox                                                                               | Vox                                         | Álvaro Díaz-Mella                            | Droite à extrême droite Centralisme, nationalisme espagnol, populisme de droite      | 2,1 % des voix 0 député    |
|                 | Podemos Galicia (fr) Nous pouvons la Galice                                       | Podemos Galicia (fr) Nous pouvons la Galice                                       | Podemos Galicia (fr) Nous pouvons la Galice | Isabel Faraldo                               | Gauche à extrême gauche Socialisme démocratique, populisme de gauche, républicanisme | En coalition 0 député      |
|                 | Podemos                                                                           |                                                                                   |                                             | Isabel Faraldo                               | Gauche à extrême gauche Socialisme démocratique, populisme de gauche, républicanisme | En coalition 0 député      |
|                 | Alianza Verde                                                                     | AV                                                                                |                                             | Isabel Faraldo                               | Gauche à extrême gauche Socialisme démocratique, populisme de gauche, républicanisme | En coalition 0 député      |
|                 | Démocratie d'Orense (es) Democracia Ourensana                                     | Démocratie d'Orense (es) Democracia Ourensana                                     | DO                                          | Armando Ojea (Adjoint au maire d'Orense)     | Attrape-tout Populisme de droite, localisme                                          | Pas candidat               |
|                 | Sumar Galicia (fr) Rassembler la Galice                                           | Sumar Galicia (fr) Rassembler la Galice                                           | Sumar Galicia (fr) Rassembler la Galice     | Marta Lois                                   | Gauche Progressisme, écologie politique, féminisme                                   | Nouveau                    |
|                 | Sumar                                                                             | SMR                                                                               |                                             | Marta Lois                                   | Gauche Progressisme, écologie politique, féminisme                                   | Nouveau                    |
|                 | Esquerda Unida                                                                    | EU                                                                                |                                             | Marta Lois                                   | Gauche Progressisme, écologie politique, féminisme                                   | Nouveau                    |
|                 | Verdes Equo                                                                       | VQ                                                                                |                                             | Marta Lois                                   | Gauche Progressisme, écologie politique, féminisme                                   | Nouveau                    |

### Sondages

Moyenne lissée des sondages depuis les précédentes élections

| Institut                                                                   | Date       | PP          | BNG         | PSOE        | GeC       | SMR     | Vox | Cs        | POD | DO |
| -------------------------------------------------------------------------- | ---------- | ----------- | ----------- | ----------- | --------- | ------- | --- | --------- | --- | -- |
| Institut                                                                   | Date       |             |             |             |           |         |     |           |     |    |
| Sondaxe                                                                    | 12/02/2024 | 45,5 39     | 29,5 24     | 16,8 12     |           | –       | –   |           | –   | –  |
| Demoscopia y Servicios                                                     | 12/02/2024 | 46,3 38     | 30,4 25     | 14,7 11     | 3,8       | 2,1     | 0,9 | 0,8 1     |     |    |
| CIS                                                                        | 12/02/2024 | 42,2 34/38  | 33,4 24/31  | 18,1 9/14   | 2,8 0/2   | 2,4 0/1 | 0,2 | 0,5 0/1   |     |    |
| Data10                                                                     | 12/02/2024 | 46,5 39     | 30,2 22     | 14,9 12     | 4,2 1     | 1,5     | 0,8 | 0,8 1     |     |    |
| Target Point                                                               | 12/02/2024 | 46,6 38/41  | 27,8 22/24  | 16,0 11/13  | 3,4 0/1   | 2,3     | 0,9 | 0,9 0/1   |     |    |
| NC Report                                                                  | 12/02/2024 | 48,6 40/41  | 26,1 21/22  | 16,4 12/13  | 4,2 0/1   | 1,5     | 0,3 | 0,7 0/1   |     |    |
| SocioMétrica                                                               | 11/02/2024 | 44,6 37/39  | 31,1 24/25  | 15,0 11/12  | 3,2       | 4,1     | 0,7 | 0,7 0/1   |     |    |
| DYM                                                                        | 11/02/2024 | 46,7 39/40  | 31,0 23/24  | 15,1 11/12  | 2,1       | 3,0     | –   | 0,6 0/1   |     |    |
| GESOP                                                                      | 11/02/2024 | 44,5 38/39  | 31,0 24/26  | 15,5 11/12  | 2,5       | 3,5     | –   | 0,7       |     |    |
| DemosGal                                                                   | 11/02/2024 | 47,1 39/41  | 23,7 19/20  | 17,3 12/14  | 4,6 0/2   | 3,6     | 1,0 | 0,7       |     |    |
| Infortécnica                                                               | 11/02/2024 | --, - 39/42 | --, - 21/23 | --, - 11/12 | --, - 0/2 | –       | –   | --, - 0/1 |     |    |
| Sondaxe                                                                    | 11/02/2024 | 46,0 39     | 28,5 23     | 16,8 13     | 3,4       | 1,9     | –   | 0,5       |     |    |
| 40 dB                                                                      | 11/02/2024 | 45,2 36/40  | 30,0 22/25  | 15,6 10/13  | 3,3       | 2,5     | 0,6 | 0,9 1     |     |    |
| SigmaDos                                                                   | 11/02/2024 | 47,8 39/41  | 28,0 21/23  | 17,1 12/13  | 3,4       | 1,8     | 0,6 | 0,6       |     |    |
| Sondaxe                                                                    | 10/02/2024 | 45,8 39     | 29,1 24     | 16,3 12     | 3,5       | 1,8     | –   | 0,5       |     |    |
| Sondaxe                                                                    | 09/02/2024 | 45,8 39     | 28,6 23     | 16,7 13     | 3,7       | 1,9     | –   | 0,7       |     |    |
| Celeste-Tel                                                                | 08/02/2024 | 48,0 40     | 26,1 21     | 16,7 13     | 3,9       | 2,3     | 0,3 | 0,8 1     |     |    |
| Sondaxe                                                                    | 08/02/2024 | 46,2 40     | 28,3 22     | 16,2 13     | 3,6       | 1,9     | –   | 0,6       |     |    |
| Sondaxe                                                                    | 07/02/2024 | 46,0 39     | 27,6 22     | 17,3 14     | 3,7       | 1,9     | –   | 0,7       |     |    |
| Sondaxe                                                                    | 06/02/2024 | 45,5 40     | 26,9 20     | 18,0 15     | 4,1       | 1,7     | –   | 0,6       |     |    |
| GAD3                                                                       | 05/02/2024 | 47,6 39     | 29,1 23     | 16,5 13     | 2,1       | 1,9     | 0,5 | 0,5       |     |    |
| CIS                                                                        | 05/02/2024 | 42,2 34/38  | 32,9 22/26  | 20,1 13/15  | 2,1 0/1   | 0,9     | 0,3 | 0,4 0/1   |     |    |
| Sondaxe                                                                    | 05/02/2024 | 44,9 39     | 27,6 21     | 17,4 14     | 4,3       | 1,9     | –   | 0,9 1     |     |    |
| Sondaxe                                                                    | 04/02/2024 | 44,8 39     | 27,0 20     | 17,4 14     | 4,6 1     | 1,8     | –   | 0,8 1     |     |    |
| Infortécnica                                                               | 04/02/2024 | --, - 39/42 | --, - 19/21 | --, - 13/14 | --, - 0/1 | –       | –   | --, - 0/1 |     |    |
| DemosGal                                                                   | 04/02/2024 | 44,6 39     | 22,4 19     | 17,9 15     | 4,3 2     | 4,2     | 1,9 | 0,7       |     |    |
| SigmaDos                                                                   | 04/02/2024 | 48,1 39/42  | 24,5 18/20  | 18,5 14/15  | 4,9 1     | 2,2     | 0,6 | 0,5       |     |    |
| NC Report                                                                  | 03/02/2024 | 47,9 40/41  | 25,3 19/20  | 17,2 14/15  | 4,3 0/1   | 1,5     | –   | 0,5       |     |    |
| Sondaxe                                                                    | 03/02/2024 | 44,5 39     | 26,4 20     | 17,6 14     | 5,0 1     | 2,4     | –   | 0,8 1     |     |    |
| Sondaxe                                                                    | 02/02/2024 | 44,1 39     | 26,9 20     | 17,5 14     | 4,9 1     | 2,9     | –   | 0,7 1     |     |    |
| SigmaDos                                                                   | 29/01/2024 | 46,6 38/41  | --, - 17/18 | 20,1 15/16  | 5,2 2     | –       | –   | –         |     |    |
| GAD3                                                                       | 29/01/2024 | 47,3 39/40  | 29,6 23     | 16,5 12/13  | 2,6       | 1,8     | –   | 0,5       |     |    |
| DemosGal                                                                   | 28/01/2024 | --, - 40    | --, - 18    | --, - 15    | --, - 2   | –       | –   | –         |     |    |
| Infortécnica                                                               | 28/01/2024 | --, - 41/42 | --, - 17/18 | --, - 15/16 | --, - 0/1 | –       | –   | –         |     |    |
| Infortécnica                                                               | 27/01/2024 | --, - 40/42 | --, - 16/19 | --, - 14/17 | --, - 0/1 | –       | –   | --, - 0/1 |     |    |
| Celeste-Tel                                                                | 26/01/2024 | 47,7 40     | 24,5 20     | 18,0 14     | --, - 1   | –       | –   | –         |     |    |
| CIS                                                                        | 25/01/2024 | 43,2 36/38  | 29,3 20/23  | 20,4 15/17  | 3,5 0/2   | 1,3     | 0,4 | 0,4 0/1   |     |    |
| Hamalgama Métrica                                                          | 18/01/2024 | 46,5 39     | 23,3 19     | 18,3 15     | 4,3 1     | 3,9 1   | 1,5 | –         |     |    |
| Target Point                                                               | 18/01/2024 | 46,9 39/41  | 25,0 19/21  | 17,4 15/17  | 4,0 0/2   | 2,3     | 0,6 | 0,8 0/2   |     |    |
| SigmaDos                                                                   | 15/01/2024 | 47,4 38/41  | 23,4 18/19  | 20,6 15/17  | 4,9 1/2   | 2,1     | 1,0 | –         |     |    |
| 40 dB                                                                      | 08/01/2024 | 47,5 42     | 24,8 19     | 17,9 14     | 3,4       | 2,7     | –   | 1,1       | 0,5 |    |
| Sondaxe                                                                    | 07/01/2024 | 43,9 39     | 26,5 20     | 18,7 15     | 4,8 1     | 3,9     | –   | 0,8       | 0,4 |    |
| SocioMétrica                                                               | 31/12/2023 | 44,6 39     | 25,5 22     | 17,5 14     | 5,1       | 3,8     | –   | 2,1       | –   |    |
| 21/12/2023 : Alfonso Rueda convoque les élections pour le 18 février 2024. |            |             |             |             |           |         |     |           |     |    |
| Sondaxe                                                                    | 29/10/2023 | 46,1 40     | 25,3 19     | 19,4 15     | –         | 4,4 1   | –   | –         |     | –  |
| Sondaxe                                                                    | 24/06/2023 | 46,6 41     | 26,8 21     | 16,7 13     | 3,7       |         | 2,5 | –         | –   |    |
| Sondaxe                                                                    | 23/10/2022 | 45,7 40     | 25,9 20     | 15,7 13     | 5,6 2     | 2,7     | 1,0 | –         |     |    |
| Sondaxe                                                                    | 28/05/2022 | 45,2 39     | 24,8 19     | 18,3 15     | 5,4 2     | –       | –   | –         |     |    |
| 13/05/2022 : Alfonso Rueda devient président de la Junte de Galice.        |            |             |             |             |           |         |     |           |     |    |
| Sondaxe                                                                    | 03/03/2022 | 44,6 39     | 24,5 20     | 17,7 14     | 5,6 2     |         | –   | –         |     | –  |
| Sondaxe                                                                    | 23/10/2021 | 45,5 39     | 25,9 20     | 17,0 14     | 6,0 2     | –       | –   | –         |     |    |
| Sondaxe                                                                    | 27/06/2021 | 45,8 40     | 24,4 18     | 18,0 14     | 6,1 3     | –       | –   | –         |     |    |
| Sondaxe                                                                    | 06/02/2021 | 46,2 39     | 25,6 21     | 16,2 14     | 5,1 1     | –       | –   | –         |     |    |
| Sondaxe                                                                    | 11/10/2020 | 46,9 40     | 27,0 22     | 17,1 13     | –         | –       | –   | –         |     |    |
| Élections                                                                  | 12/07/2020 | 48,0 42     | 23,8 19     | 19,4 14     | 3,9       |         | 2,1 | 0,8       |     |    |

### Divisions à gauche
Quelques jours avant l'annonce de la convocation du scrutin, l'espace politique à la gauche du PSOE fait état d'une situation de profonde division. Alors que Yolanda Díaz souhaite faire de sa formation politique Sumar la force nécessaire à un renversement du pouvoir du PP dans la communauté autonome, Esquerda Unida (EU) indique le 16 décembre 2023 refuser toute intégration dans Sumar et se préparer à sa propre candidature. Le 18 décembre,  Anova dit rejeter tout accord avec Sumar, empêchant par ailleurs ce dernier de proposer Martiño Noriega comme chef de file électoral. Ces refus interviennent juste après la rupture au niveau national entre Sumar et Podemos, qui prépare de son côté sa propre candidature. Alors que Yolanda Díaz annonce le 27 décembre qu'un préaccord électoral a été conclu entre Sumar, Podemos et Esquerda Unida, celui-ci est rejeté par les militants de Podemos à 62,4 % lors d'un référendum interne organisé les 28 et 29 décembre. La coalition entre Sumar, Esquerda Unida et Verdes Equo (VQ), baptisée « Sumar Galicia », est enregistrée le 4 janvier 2024 auprès de la commission électorale autonomique.

### Candidature de Démocratie d'Orense
Le maire d'Orense, Gonzalo Pérez Jácome, décide en octobre 2023 que son parti, Démocratie d'Orense (DO), présentera une liste de candidats dans la circonscription électorale homonyme, contrairement à 2020 où il ne l’avait pas fait en vertu d'un accord avec le Parti populaire. Alors que le nom de l'ancien secrétaire général du PSdeG-PSOE, Pachi Vázquez, était évoqué pour conduire la liste de DO, qui se présente sans accord électoral avec d'autres formations, c'est finalement Armando Ojea — cofondateur de DO, adjoint au maire et député provincial — qui est désigné par Gonzalo Pérez Jácome, lui-même inéligible en sa qualité de maire.

## Résultats

### Participation
| Taux de participation | En 2020 | En 2024 | Différence |
| --------------------- | ------- | ------- | ---------- |
| à 12 heures           | 19,42 % | 17,12 % | 2,30       |
| à 17 heures           | 42,97 % | 49,17 % | 6,20       |
| à 20 heures           | 58,88 % | 67,30 % | 8,42       |
| Final                 | 48,97 % | 56,27 % | 7,30       |

### Voix et sièges

#### Total régional
|                          |                                                         |           |       |      |        |               |  |  |  |
| Parti                    | Parti                                                   | Voix      | %     | +/-  | Sièges | +/-           |  |  |  |
|                          | Parti populaire (PP)                                    | 711 713   | 47,39 | 0,57 | 40     | 2             |  |  |  |
|                          | Bloc nationaliste galicien (BNG)                        | 470 692   | 31,34 | 7,55 | 25     | 6             |  |  |  |
|                          | Parti des socialistes de Galice-PSOE (PSdeG-PSOE)       | 211 361   | 14,07 | 5,32 | 9      | 5             |  |  |  |
|                          | Vox                                                     | 34 045    | 2,27  | 0,22 | 0      | en stagnation |  |  |  |
|                          | Sumar Galicia                                           | 29 009    | 1,93  | Nv   | 0      | en stagnation |  |  |  |
|                          | Démocratie d'Orense (DO)                                | 15 442    | 1,03  | Nv   | 1      | 1             |  |  |  |
|                          | Parti animaliste contre la maltraitance animale (PACMA) | 5 932     | 0,39  | 0,07 | 0      | en stagnation |  |  |  |
|                          | Podemos Galicia                                         | 4 420     | 0,29  | N/a  | 0      | en stagnation |  |  |  |
|                          | Escaños en Branco (EB)                                  | 2 884     | 0,19  | 0,15 | 0      | en stagnation |  |  |  |
|                          | Espazo Común Galeguista (ECG)                           | 1 635     | 0,11  | Nv   | 0      | en stagnation |  |  |  |
|                          | Por un Mundo más Justo (PUM+J)                          | 1 572     | 0,10  | 0,03 | 0      | en stagnation |  |  |  |
|                          | Votes blancs                                            | 13 052    | 0,87  | 0,03 |        |               |  |  |  |
|                          |                                                         |           |       |      |        |               |  |  |  |
| Suffrages exprimés       | Suffrages exprimés                                      | 1 501 857 | 99,06 |      |        |               |  |  |  |
| Votes invalides          | Votes invalides                                         | 14 187    | 0,94  |      |        |               |  |  |  |
| Total                    | Total                                                   | 1 515 944 | 100   | –    | 75     | en stagnation |  |  |  |
| Abstentions              | Abstentions                                             | 1 177 872 | 43,73 |      |        |               |  |  |  |
| Inscrits / participation | Inscrits / participation                                | 2 693 816 | 56,27 |      |        |               |  |  |  |

#### Par circonscription
| Circonscription | Circonscription | La Corogne | La Corogne | La Corogne | La Corogne    | Lugo    | Lugo    | Lugo   | Lugo          | Ourense | Ourense | Ourense | Ourense       | Pontevedra | Pontevedra | Pontevedra | Pontevedra    |
| --------------- | --------------- | ---------- | ---------- | ---------- | ------------- | ------- | ------- | ------ | ------------- | ------- | ------- | ------- | ------------- | ---------- | ---------- | ---------- | ------------- |
|                 |                 |            |            |            |               |         |         |        |               |         |         |         |               |            |            |            |               |
| Sièges          | Sièges          | 25         | 25         | 25         | en stagnation | 14      | 14      | 14     | en stagnation | 14      | 14      | 14      | en stagnation | 22         | 22         | 22         | en stagnation |
|                 |                 |            |            |            |               |         |         |        |               |         |         |         |               |            |            |            |               |
|                 |                 | Nombre     | Nombre     | %          | %             | Nombre  | Nombre  | %      | %             | Nombre  | Nombre  | %       | %             | Nombre     | Nombre     | %          | %             |
| Inscrits        | Inscrits        | 1 088 529  | 1 088 529  | 100,00     | 100,00        | 337 745 | 337 745 | 100,00 | 100,00        | 355 833 | 355 833 | 100,00  | 100,00        | 911 709    | 911 709    | 100,00     | 100,00        |
| Abstentions     | Abstentions     | 469 120    | 469 120    | 42,10      | 42,10         | 147 806 | 147 806 | 43,76  | 43,76         | 177 480 | 177 480 | 49,88   | 49,88         | 383 466    | 383 466    | 42,06      | 42,06         |
| Votants         | Votants         | 619 409    | 619 409    | 57,90      | 57,90         | 189 939 | 189 939 | 56,24  | 56,24         | 178 353 | 178 353 | 50,12   | 50,12         | 528 243    | 528 243    | 57,94      | 57,94         |
| Nuls            | Nuls            | 5 286      | 5 286      | 0,85       | 0,85          | 2 206   | 2 206   | 1,16   | 1,16          | 1 226   | 1 226   | 0,69    | 0,69          | 5 469      | 5 469      | 1,04       | 1,04          |
| Exprimés        | Exprimés        | 614 123    | 614 123    | 99,15      | 99,15         | 187 733 | 187 733 | 98,84  | 98,84         | 177 127 | 177 127 | 99,31   | 99,31         | 522 774    | 522 774    | 98,96      | 98,96         |
|                 |                 |            |            |            |               |         |         |        |               |         |         |         |               |            |            |            |               |
| Partis          | Partis          | Voix       | %          | Sièges     | +/−           | Voix    | %       | Sièges | +/−           | Voix    | %       | Sièges  | +/−           | Voix       | %          | Sièges     | +/−           |
|                 | PP              | 292 651    | 47,65      | 13         | 1             | 100 123 | 53,33   | 8      | 1             | 88 694  | 50,07   | 8       | en stagnation | 230 245    | 44,04      | 11         | en stagnation |
|                 | BNG             | 199 462    | 32,48      | 9          | 2             | 46 940  | 25,00   | 4      | 1             | 44 222  | 24,97   | 4       | 1             | 180 068    | 34,44      | 8          | 2             |
|                 | PSdeG-PSOE      | 79 804     | 12,99      | 3          | 1             | 32 403  | 17,26   | 2      | en stagnation | 22 042  | 12,44   | 1       | 2             | 77 112     | 14,75      | 3          | 2             |
|                 | Vox             | 15 399     | 2,51       | 0          | en stagnation | 3 517   | 1,87    | 0      | en stagnation | 2 961   | 1,67    | 0       | en stagnation | 12 168     | 2,33       | 0          | en stagnation |
|                 | Sumar Galicia   | 14 014     | 2,28       | 0          | en stagnation | 1 198   | 0,64    | 0      | en stagnation | 979     | 0,55    | 0       | en stagnation | 12 818     | 2,45       | 0          | en stagnation |
|                 | DO              | NC         | NC         | NC         | NC            | NC      | NC      | NC     | NC            | 15 442  | 8,72    | 1       | 1             | NC         | NC         | NC         | NC            |
|                 | Autres          | 6 855      | 1,12       |            |               | 1 889   | 1,00    |        |               | 1 682   | 0,95    |         |               | 6 017      | 1,15       |            |               |
|                 | Blanc           | 5 938      | 0,97       | 1 663      | 0,89          | 1 105   | 0,62    | 4 346  | 0,83          |         |         |         |               |            |            |            |               |

## Analyse

Parti arrivé en tête par circonscription et intensité de son score.

Faisant fi des différentes controverses l'ayant affecté au cours de la campagne, le Parti populaire (PP) conserve sa majorité absolue, qui constitue ainsi la neuvième depuis 1989. Contrairement aux espoirs des partis de gauche, la forte participation — la troisième plus élevée depuis 1981 hors vote des émigrés — ne pénalise pas les résultats du PP.
Présentant pour la première fois Alfonso Rueda comme chef de file, le Parti populaire perd deux sièges de député et environ 0,6 point de pourcentage, mais progresse de plus de 70 000 voix en quatre ans. Alors que Manuel Fraga avait enchaîné quatre majorités absolues, le PP obtient cette fois-ci sa cinquième. S'imposant dans six des sept plus grandes villes de la communauté autonome, il enregistre son plus net recul dans la province d'Ourense, au profit du parti local Démocratie d'Orense (DO), qui fait élire son tout premier parlementaire régional. Ce succès confirme le maintien d'Alfonso Rueda au pouvoir et consolide le leadership du président national du parti Alberto Núñez Feijóo.
À gauche, le Bloc nationaliste galicien (BNG) parvient à agglutiner le « vote utile » et le vote des mécontents de la gestion du Parti populaire. Le parti d'Ana Pontón progresse ainsi de huit points de pourcentage et avec 31 % des voix, efface son précédent record de 25 % des suffrages exprimés. Cet excellent résultat n'est cependant pas suffisant pour gouverner, puisque ce succès est avant tout dû à un transfert de vote provenant du Parti socialiste (PSdeG-PSOE) et de la gauche radicale, divisée entre Sumar et Podemos. Il remporte cependant une victoire symbolique en virant en tête à Vigo, ville la plus peuplée de Galice,.
Le PSdeG-PSOE obtient, selon le journal El País, un résultat digne d'un « désastre monumental » avec moins de 15 % des suffrages. Perçu comme le subalterne du Bloc nationaliste et présentant un candidat à la notoriété faible et peu installé dans l'opinion, le Parti socialiste souffre du vote utile à gauche en faveur du BNG. Le résultat est un revers direct pour le secrétaire général du PSOE et président du gouvernement espagnol Pedro Sánchez, qui s'était mobilisé ainsi que ses ministres pendant la campagne. Il en va de même pour la ministre du Travail Yolanda Díaz, originaire de Galice et dont la coalition Sumar emmenée par son ancienne porte-parole au Congrès des députés Marta Lois n'obtient aucune représentation avec seulement 2 % des voix.

## Conséquences
Le 2 avril 2024, le président du Parlement Miguel Ángel Santalices indique son intention de proposer Alfonso Rueda comme candidat à l'investiture des députés. Le président sortant remporte le vote d'investiture du Parlement le 11 avril par 40 voix pour, 34 voix contre et 1 abstention, seul le Parti populaire lui accordant sa confiance. Il prête serment deux jours plus tard.
La composition du nouveau gouvernement est rendue publique le 14 avril. Les douze conseillers sont assermentés le lendemain.